# La Marqueta

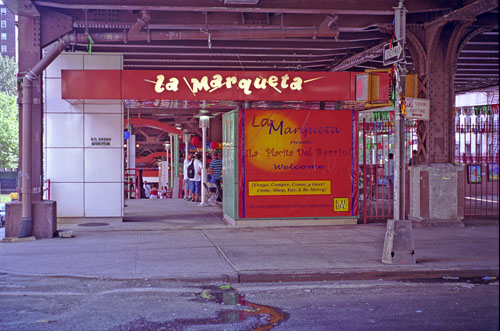
La Marqueta en junio de 2007

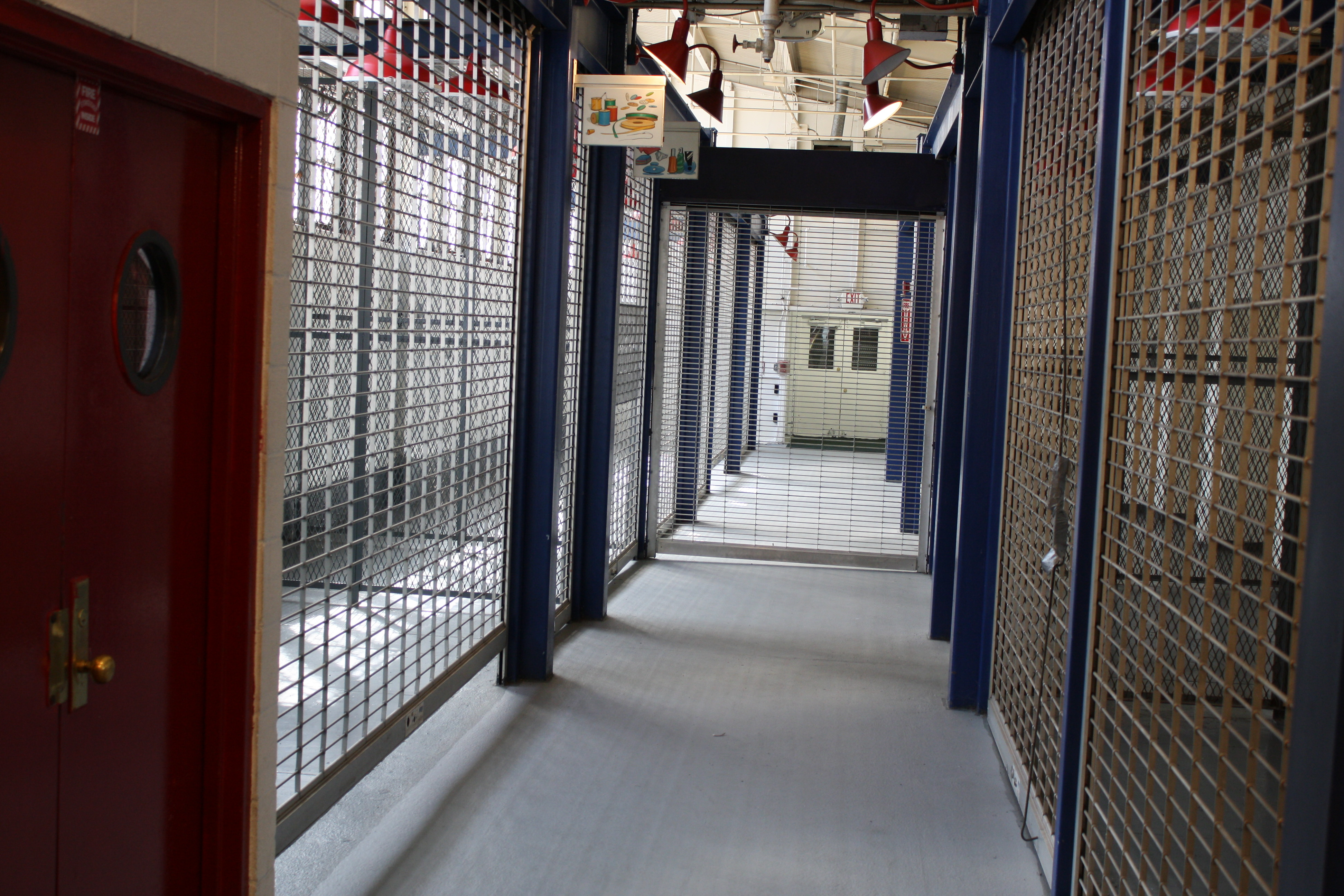
Plazas vacantes en La Marqueta en octubre de 2009

La Marqueta es un mercado bajo las vías elevadas del ferrocarril Metro North entre las calles 111 y 116 en Park Avenue en East Harlem en Manhattan, Nueva York. Su dirección oficial es 1590 Park Avenue. En su apogeo en las décadas de 1950 y 1960, más de 500 vendedores operaban desde La Marqueta,  y era un importante lugar social y económico para la Nueva York hispana. El New York Times lo llamó "el símbolo más visible del barrio". Desde entonces ha disminuido de tamaño. 
El mercado era originalmente un lugar de reunión informal para vendedores de carritos y otros comerciantes, pero desde 1936 ha sido autorizado oficialmente  y los vendedores alquilan sus puestos en la ciudad. Alguna vez fue posible comprar alimentos, medicinas tradicionales, grabaciones de música latina y suministros para encantamientos y maldiciones en La Marqueta.  También fue el lugar de encuentro del vecindario después de que la renovación urbana desplazara a innumerables pequeñas empresas, reemplazándolas únicamente por viviendas a gran escala. Hoy en día, tres de los cinco edificios originales que albergaban el mercado han sido quemados o derribados, y un cuarto está cerrado. En mayo de 2008, sólo cuatro proveedores operaban en el último edificio,  pero el número aumentó posteriormente, llegando a diez a principios de 2011. 
La ciudad de Nueva York ha intentado repetidamente revivir La Marqueta, pero no ha logrado encontrar un modelo de negocio viable que también agrade a los residentes y políticos locales.  La Harlem Community Development Corporation, una agencia estatal de desarrollo económico ha propuesto un concepto llamado La Marqueta Mile.  En 2010, la propuesta obtuvo el apoyo del Centro para un Futuro Urbano. 
En 2009, la Corporación de Desarrollo Económico de la Ciudad de Nueva York (NYCEDC) y el Ayuntamiento de Nueva York emitieron una solicitud de propuestas para que las empresas operaran y mantuvieran una incubadora de cocinas comerciales de 3000 pies cuadrados en La Marqueta. A principios de 2011, HBK Incubates, una incubadora de empresas alimentarias dirigida por Hot Bread Kitchen,  abrió sus puertas en un espacio en La Marqueta  que había sido renovado con 1,5 millones de dólares en fondos del Ayuntamiento de Nueva York. 